# クリスティーナ・ラスコン

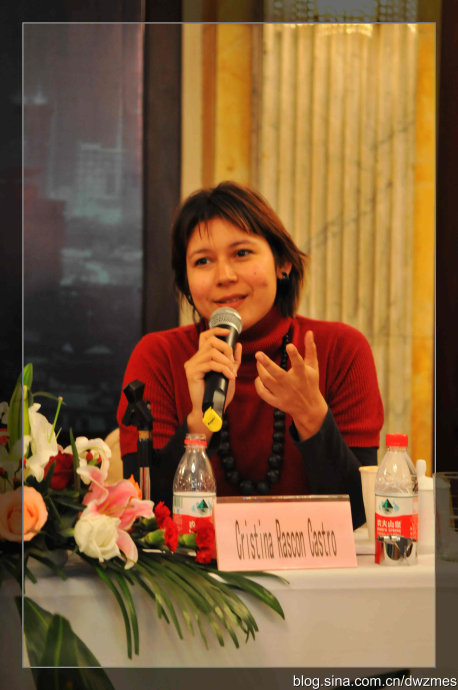
Cristina Rascón Castro

クリスティーナ・ラスコン（Cristina Rascón、1976年3月2日、ソノラ州)はメキシコ出身の作家、経済学者、翻訳家。日本の詩をスペイン語に翻訳し、数々の本を出版。これまでオーストリア、ブラジル、カナダ、中国、スペイン、米国、インド、日本、メキシコ、ペルー、ベネズエラで書籍出版、朗読会参加、アンソロジー編纂などに携わる。メキシコ国内外で数々の賞を受賞している。

## 経歴
1976年3月2日にメキシコのシナロア州クリアカンに生まれ、幼少期にはクリアカンとソノラ州 シウダ・オブレゴンの両方を行き来して過ごす。
経済学の学位をメキシコのモンテレイ工科大学で修得したのち、大阪大学で公共政策の修士号を修得。関西外国語大学アジア研究学部でも学位を取得している。
日本留学中は、日本の現代小説、詩、源氏物語、俳句、禅、中国の水墨画などのコースを受講。
英語からスペイン語への翻訳だけでなく、相田みつを、石垣りん、俵万智ら日本人詩人や、芥川龍之介、清少納言、紫式部らの日本文学作品のスペイン語翻訳も行なっている。
2004年には芸術と文化の多様性を考慮したプロジェクトとして、スペイン語とソノラ州の先住民原語であるヤキ語のバイリンガル文学コンテスト、Cajeme Jiosiata Nookiを発起しコーディネーターを務める。
2006年から2011年まで、オーストリア国際連合ウィーン事務局の顧問を務め、在ウィーンメキシコ大使館で文学ワークショップを多数開催。また、ソルフアナ修道院大学、メキシコ作家協会、メキシコ文学財団、メキシコ銀行、モンテレイ工科大学、イベロアメリカ大学など様々な機関や大学で日本文学コースとクリエイティブライティングのワークショップを開催。
2011年以来、全国アートクリエイターシステム（SNCA）のメンバーである。
各国のアーティストインレジデンスプログラムに参加し、創作活動・およびワークショップを開催。2008年のケベック州政府をはじめ、上海作家協会（2008）ブラジルサカタ財団（2012）カナダのバンフ芸術センターの文学翻訳プログラム（2014）ティフアナ/サンディエゴのボーダーライターズ研究所（2006）などに招聘される。
また、インスティトゥトセルバンテス東京と在日メキシコ大使館の招聘を受け2009年、2010年、2011年、2020年に来日し出版発表会や講演会などのイベントを行う。
経済関連書籍も出版しており、 文化イベントや市場分析、ラテンアメリカの核エネルギー資源配分の影響、女性のためのマイクロクレジットバンキングの影響についても著作多数。

## 作品

### 小説
- El agua está helada(2006)
- Cuentráficos (2006)
- Puede que un sahuaro seas tú (2008)
- Hanami (2009)
- En voz alta (2014)
- El sonido de las hojas (2014)

### 児童文学
- Zoológico de palabritas (2017) (子ども向け俳句集)

### 経済関連書籍
- Para entender la economía del arte, Nostra Ediciones.(2009)

### 俳句集
- Reflejos（2018）

### 翻訳
- Sin conocer el mundo（2007）（谷川俊太郎「世間知ラズ」1993年）
- Dos mil millones de años luz de soledad（2012）（谷川俊太郎「二十億光年の孤独」1952年）
- Agend´Ars（2016）(菅啓次郎「Agend'Ars」2010年)
- Flor del alba（2017）( 千代「朝顔」 )
- Collages（2018）（Anaïs Nin 『コラージュ』1964年）

### アンソロジー
- La Canasta  : An anthology of Latin American women poets (2008)
- Antología mínima del orgasmo (2010)
- Naves que se conducen slas: narrativa Sonora (2011)
- Antología lados B : narrativa de alto riesgo 2012 : mujeres (2012)
- Solo Cuento III（2011）
- Jiosiata Nooki（2006）
- Haikai desde Tijuana : 24 autores de Baja California（2013）
- Antología de letras, dramaturgia, guión cinematográfico y lenguas indígenas : generación 2013-2014, primer periodo（2014）
- Mar de Vertigos (2008)
- Tan lejos de Dios (2010)
- Concierto de lo entrevistó (2008)
- Man fragt mich ob ich bin (2009)
- Toucher l'eau et le ciel (2008)
- Norte : Una antología (2015)
- Las Musas Perpetúan lo efímero (2017)
- Monterrey 24 (2019)

## 受賞歴
- ソノラ州文化芸術賞（2019）
- オアハカ州ラテンアメリカ短編小説賞 “Benemérito de América”（2005）
- ソノラ州文学賞（2005）
- リブレリア・メディアティカ短編小説国際コンテスト最優秀賞（2005）
- 文化芸術地域基金（FORCA）短編小説部門（2008）
- 第20回モンテレイ工科大学チワワ州キャンパスの短編小説コンテストの教授部門　最優秀賞（2006）
- 第20回モンテレイ工科大学チワワ州キャンパスの詩作全国コンテストで教授部門、最優秀賞（2006）
- モンテレイ大学(UDEM)の全国短編小説コンテスト最優秀賞(2002)
- モンテレイ工科大学Adolfo Bioy Casares全国短編小説コンテスト最優秀賞（1998）
- Causa Joven主催のエッセイコンテスト「The Ship of Youth」の全国ファイナリスト(1998)
- 第16回国際交流基金主催、日本語エッセイと弁論全国コンテスト3位、上級カテゴリー最優秀賞（1998）
- 全国短編小説コンテスト「ラウルオットゴンサレス」で州決勝進出（1994）
- ソノラ州のユースショートストーリーコンテスト最優秀賞（1994）